# Сољвичегодск
Сољвичегодск (рус. Сольвычегодск) град је у Русији у Архангелској области.

## Становништво
| 1939. | 1959. | 1970. | 1979. | 1989. | 2002. | 2010. |
| ----- | ----- | ----- | ----- | ----- | ----- | ----- |
| 3.000 | 3.545 | 3.851 | 4.094 | 4.004 | 2.843 | 2.460 |